# Homberg (Ohm)
Homberg is een plaats in de Duitse deelstaat Hessen, gelegen in de Vogelsbergkreis. De stad telt 7.413 inwoners. De plaats moet niet verward worden met de gelijknamige plaats die eveneens in Hessen gelegen is, maar aan de rivier Efze.

## Geografie
Homberg heeft een oppervlakte van 88 km² en ligt in het centrum van Duitsland, iets ten westen van het geografisch middelpunt. De plaats ligt bij de Ohm, een zijrivier van de Lahn.

## Geboren
- Johan Bernard Scheffer (1765-1809), schilder, werkzaam in Nederland

Alsfeld ·
Antrifttal ·
Feldatal ·
Freiensteinau ·
Gemünden (Felda) ·
Grebenau ·
Grebenhain ·
Herbstein ·
Homberg (Ohm) ·
Kirtorf ·
Lauterbach (Hessen) ·
Lautertal (Vogelsberg) ·
Mücke ·
Romrod ·
Schlitz ·
Schotten ·
Schwalmtal ·
Ulrichstein ·
Wartenberg